# Clu Clu Land
Clu Clu Land (クルクルランド Kuru Kuru Rando?) es un videojuego de 1984 aparecido originalmente para arcade y Nintendo Entertainment System. Fue reeditado en América del Norte para la Consola Virtual de Wii, el 1 de septiembre de 2008; en Europa, el 6 de marzo de 2009, y en Japón, el 10 de marzo de 2009. El 15 de mayo de 2019 fue relanzado para la aplicación Nintendo Entertainment System: Nintendo Switch Online de la Nintendo Switch.